# Isabel de Mattos Dillon
Isabel de Mattos Dillon (Bahia, 20 de janeiro de 1861 — Rio de Janeiro, 19 de junho de 1920) também conhecida como Isabel de Sousa Mattos e Isabel de Mattos Gonçalves foi uma dentista, sufragista, republicana histórica e poetisa brasileira. Formada em 1883, foi uma das primeiras mulheres dentistas brasileiras e destacou-se no período do final do século XIX e início do século XX como poetisa e como ativista pelos direitos das mulheres.
Isabel relata ter obtido o direito a voto ainda durante o período imperial e o teria exercido no Rio Grande do Sul, antes das pioneiras Celina Guimarães Viana e Júlia Alves Barbosa. Apesar de ter tido alistamento eleitoral negado pelo Ministério do Interior em 1890, lançou candidatura a deputada pelo estado da Bahia naquele ano, tendo recebido votos. Foi definida na imprensa de sua época como a primeira eleitora do Brasil.
Nome de prestígio no início do século XX, foi colaboradora de periódicos como O Corymbo, A Família e A Notícia e escreveu sonetos, os tendo publicado em jornais e livros. Participou de atividades abolicionistas, foi membro do Centro do Partido Operário e do Partido Republicano Feminino. Abertamente contrária a Floriano Peixoto, participou da Segunda Revolta da Armada e foi presa.
Os acontecimentos envolvendo Isabel Dillon foram um dos elementos incentivadores do movimento feminista no final do século XIX, inspiraram a comédia O voto feminino, em que Josefina Álvares de Azevedo ridiculariza a recusa masculina ao voto feminino e foram citados por Leolinda Daltro em documento solicitando o sufrágio feminino enviado ao Congresso Nacional em 1916 e lido pelo deputado federal Maurício Paiva de Lacerda.

## Alistamento eleitoral no Rio Grande do Sul

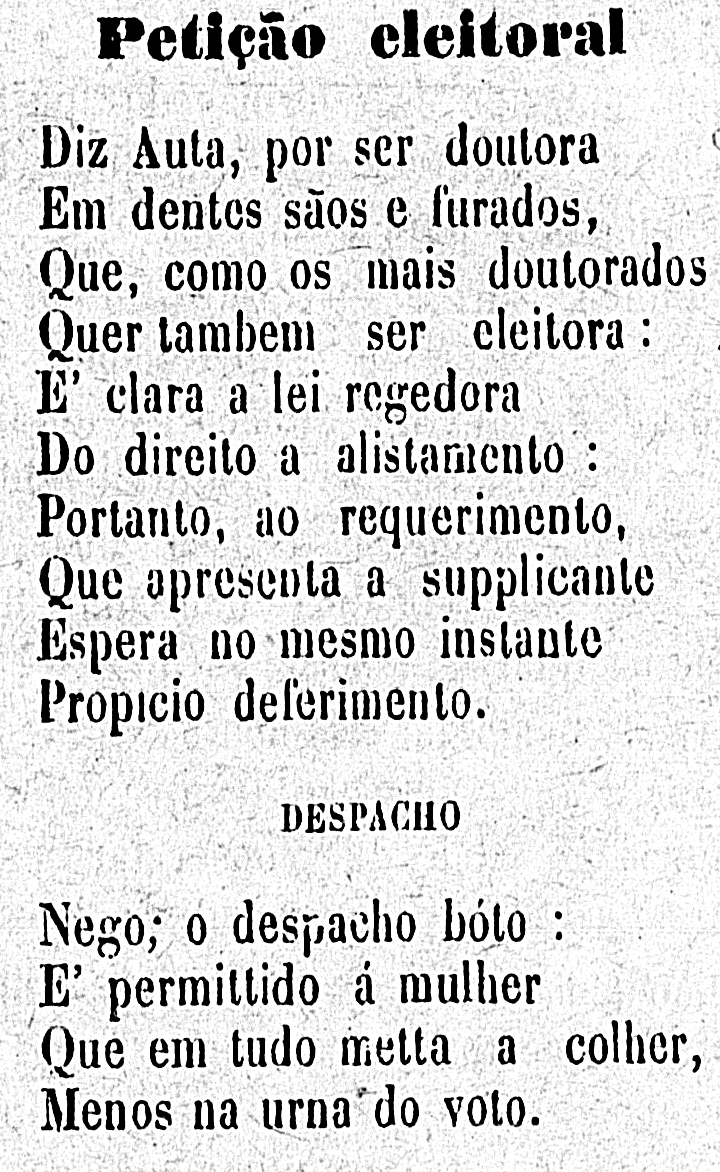
Poema publicado em março de 1887

Isabel diplomou-se em odontologia pela Faculdade de Medicina do Rio de Janeiro em 14 de maio de 1883, obtendo o título de dentista aprovada.Em fevereiro de 1884, ela já anunciava seus serviços de cirurgiã-dentista em Pelotas, Rio Grande do Sul. Em 4 de dezembro do mesmo ano, organizou uma comissão feminina abolicionista no mesmo estado, na cidade de Rio Grande. Em 17 de fevereiro de 1885, casou-se com seu colega cirurgião-dentista Thomaz Cantrell Dillon, de origem inglesa e naturalizado no Rio Grande do Sul.
Em 1885, diante de seu diploma e com base no artigo 4.º da Lei Saraiva, que previa o direito a voto a todo detentor de título científico, requereu a sua inclusão na lista de eleitores do Rio Grande do Sul, em São José do Norte. O juiz municipal de Rio Grande, José Vieira da Cunha, indeferiu a petição em 18 de novembro de 1886:

Não tomo conhecimento da petição que a este acompanha por não se dar a hypothese de que trata o artigo 1• §14, do dec. n.3022 de 7 de outubro de 1882, visto que a qualificação das mulheres não foi cogitada pela legislação em vigor, e é por ella implicitamente prohibida. — José Vieira da Cunha, 18 de novembro de 1886, publicado por edital.
Segundo Isabel, José Lomelino de Drummond, lhe teria concedido o titulo de eleitora em grau de recurso na qualidade de juiz federal substituto. Ela conta ter, depois, votado em Júlio de Mendonça Moreira, do Partido Republicano, para deputado provincial em 1887, que não foi eleito. Mendonça Moreira seria posteriormente eleito em 1891 para Assembleia Legislativa do Estado do Rio Grande do Sul.
A Lei Saraiva, Decreto n.º 3 029, de 9 de janeiro de 1881, foi a lei que instituiu, pela primeira vez, o título de eleitor, em substituição ao de qualificação, fixado em 1875. No diploma eleitoral, constavam dados pessoais como nome, idade, filiação, estado natal, profissão, domicílio e renda. Em determinadas situações, como para detentores de diplomas científicos ou literários de qualquer faculdade, academia, escola ou instituto nacional ou estrangeiro, legalmente reconhecidos, não era necessária a comprovação de rendimentos normalmente exigida.
Embora a constituição do Império não proibisse explicitamente o voto feminino, a política do século XIX era vista como uma atividade eminentemente masculina, sendo desnecessário explicitar tal interdição no texto legal.
Ainda durante o Império, outras mulheres disputaram o direito de voto, como Luiza Amélia Bemfica Ribeiro e Balbina de Castro Figueiredo, em Minas Gerais, que obtiveram a alistamento com decisão favorável do juiz de direito da comarca de Barbacena, mas foram excluídas em decisão de segunda instância pelo Tribunal da Relação de Ouro Preto. Segundo o acórdão, "não há muitos anos, discutindo-se a reforma eleitoral, indicou-se e não se venceu que se tornasse extensivo às mulheres o gozo dos direitos políticos, o que demonstra a não existência de lei que lhes conceda".

## Comissão abolicionista

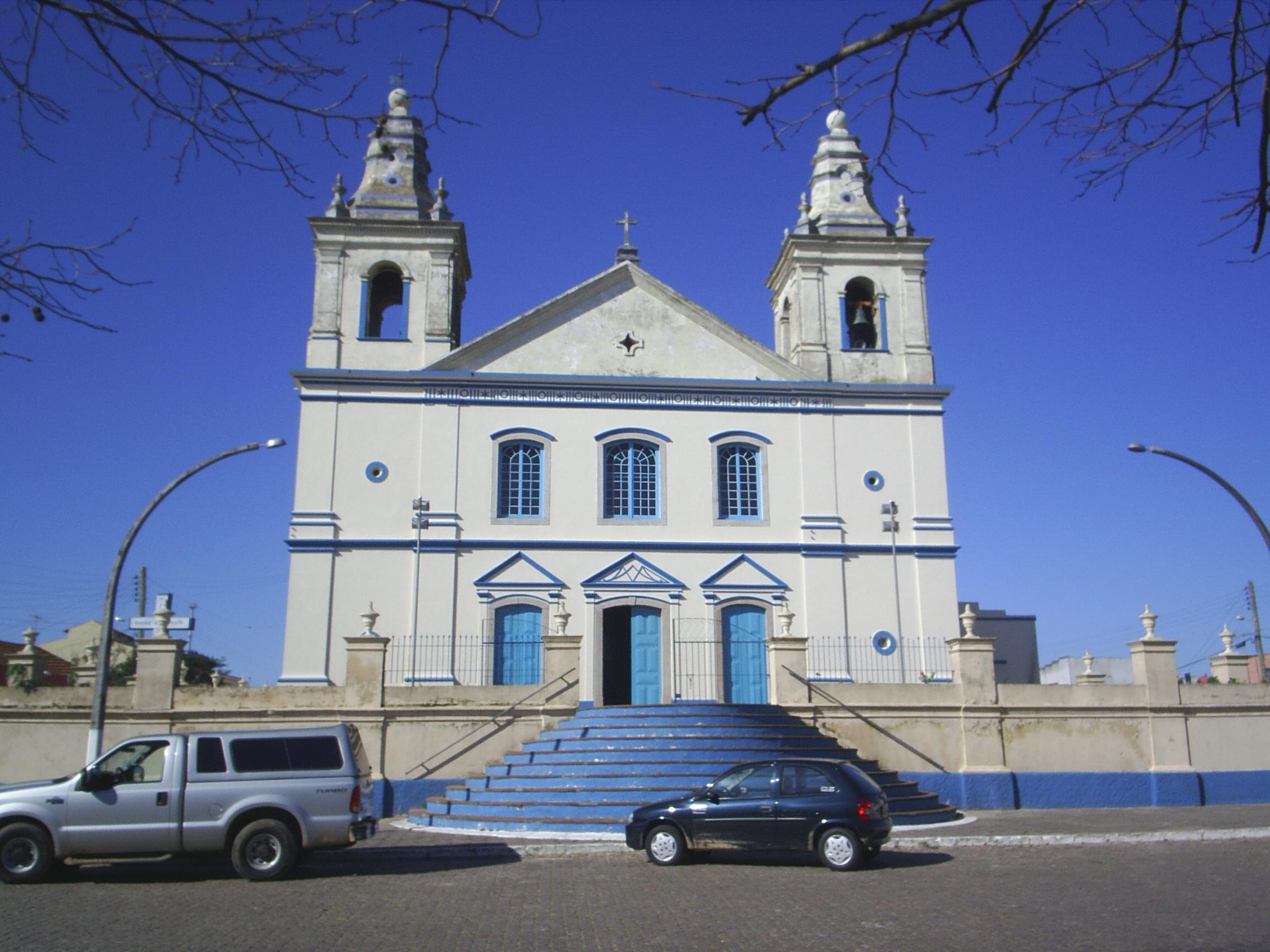
Igreja Nossa Senhora dos Navegantes em São José do Norte, cidade onde Isabel teria exercido o direito de voto.

No contexto dos movimentos abolicionista nas cidades gaúchas de Pelotas e Rio Grande, em 1884, Isabel criou a Comissão Abolicionista 28 de Setembro, uma organização composta de mulheres na cidade de Rio Grande. Participaram também da organização, as escritoras Revocata Heloísa de Melo e sua irmã Julieta de Melo Monteiro além de outras mulheres como Rosa Derrépas e Alice Pascal. O objetivo da Comissão era angariar fundos para comprar cartas de alforria. O movimento abolicionista era majoritariamente masculino, mas reconhecia a importância estratégica da participação da feminina, por representarem qualidades morais como a caridade e a filantropia. As mulheres tinham o papel de incitar sensibilidade e compaixão com relação aos escravizados. 

## Alistamento eleitoral no Rio de Janeiro
Em 1890, durante a Primeira República, Isabel solicitou transferência de seu título para o Rio de Janeiro, onde voltara a residir. O alistamento eleitoral era controlado pelas comissões distritais, que analisavam e decidiam sobre a capacidade de alistamento de cada eleitor. Em caso de dúvidas, eram encaminhados inquirimentos ao ministro do interior, Cesário Alvim.
Isabel apresentou-se no 2.º distrito da paróquia do Engenho Velho.  Tendo recebido o "diploma de eleitor de D. Isabel de Souza Mattos", qualificada no ano de 1885, em São José do Norte, a comissão se divide entre não privar a "eleitora do direito do voto já adquirido" e não fazer exceção à então recente decisão de proibir o alistamento eleitoral às mulheres. Consultado o ministro, Cesário Alvim decidiu por negar-lhe o alistamento:

Em resposta, cabe-me declarar-vos que o aludido diploma não pode ser aceito para a inclusão da portadora no alistamento eleitoral, visto dever considerar-se radicalmente nulo em face da citada lei de 9 de Janeiro de 1881, que assim como a legislação anterior, não conferiu às mulheres o direito de voto.— Cesário Alvim, Ministério do Interior, 9 de abril de 1890.
Em sua coluna no jornal Democracia de 15 de março de 1890, o colunista Benvenuto Lobo, defensor do sufrágio feminino, criticou essa decisão de Cesário Alvim, argumentando que as duas leis citadas pelo ministro não excluíam as mulheres do voto e questionando as razões que levaram a negar o diploma de eleitor a Isabel.
Anteriormente ao requerimento de Isabel, em resposta ao governador do Rio de Janeiro, consultado se o presidente da comissão distrital de Itabapoana deveria incluir algumas mulheres que haviam requerido alistamento eleitoral, Cesário Alvim respondera que o regulamento eleitoral então vigente, assim como a legislação anterior, não cogitara de conferir às mulheres o direito de voto. Josepha Cardozo de Faria Leal e Anna Jacintha Cardozo, ambas esposas de funcionários públicos, também tinham solicitado alistamento eleitoral no 1.° distrito da paróquia de Sant'Anna. O advogado das requerentes argumentava primeiramente que elas cumpriam o requisito de serem alfabetizadas e que o direito de as mulheres ingressarem em cursos superiores provava a capacidade de votar. O episódio tornou-se assunto de crônicas e controvérsias nos periódicos da época.
A resposta de Cesário Alvim em não lhe conceder alistamento eleitoral desmotivou Isabel, que conta ter perdido gradualmente o interesse pela política, passando a dedicar-se ao trabalho de dentista e, posteriormente, aos cuidados da filha – nascida em 1893 –, que criava sozinha.

## Candidata a deputada
Apesar de ter tido alistamento eleitoral negado pelo Ministério do Interior em 1890, Isabel lançou naquele ano candidatura a deputada federal pela província da Bahia, de onde era natural. Sua candidatura e plataforma foram publicadas em documento intitulado Circular publicado em jornais brasileiros, no qual se define contra o socialismo e promete defender princípios de igualdade, liberdade religiosa, de pensamento e o direito de votar e ser votado, bem como se torna uma das primeiras pessoas no Brasil a defender a criação de leis protetoras a mães e filhos.

 Defensora da emancipação da mulher, entendendo que um governo democrático não pode privar uma parte da sociedade de seus direitos políticos, uma vez que as mulheres não foram francamente excluídas das urnas eleitorais pela nossa constituição vigente, sendo eleitora em pleno gozo de meus direitos civis o políticos, apresento-me candidata à Constituinte, escolhendo o Estado da Bahia, terra que me deu berço; conto com a independência e o civismo do eleitorado baiano, para quem faço um apelo.

Se for correspondida à minha aspiração, procurarei tornar-me digna dessa confiança, sustentando sempre os princípios democráticos; estando sempre ao lado do governo, enquanto esse governo for o da ordem e da justiça, pugnando pelos princípios da igualdade dos cidadãos desta ou daquela seita religiosa, pedindo ampla liberdade de pensamento, direito de votar e ser votado, desde que esteja em pleno gozo de seus direitos políticos, eis o meu lema, no que toca a suprema—direção do país no próximo congresso que se vai reunir.
Desafiam a minha atenção particularmente todos os problemas, que se prendem ao trabalho nacional, o mormente a necessidades imprescindíveis de levantar o nível sempre descurado do proletariado brasileiro, dando-lhe os elementos indispensáveis de independência e de bom estar relativo.
As nações preparam do longe o seu futuro e o Brasil, país novo, deve desde já predispor os elementos com que conjure o gravíssimo problema econômico, social e político, que traz em tormento as nações da Europa.
Não partilho o sonho mórbido do socialismo que busca embalde a equação das fortunas, através de todas as desigualdades sociais; mas uma espécie do atenuação dessa lei fatal, que perpetua a miséria, se me afigura muito possível.
O aproveitamento das economias mínimas, a prédica da sobriedade no mundo, das oficinas, leis protetoras da criança, da mulher e de todos os operários, que vivem do seu suor, são questões já estudadas e resolvidas por outros povos que nos cumpre aproveitar.

Todos esses assuntos têm aspectos práticos, que não podem ser expostos neste resumido documento. Conto, apesar de todos os obstáculos, que me serão opostos por verdadeiros preconceitos, conto, que terei do meus dignos e generosos conterrâneos favorável acolhimento na aspiração de um lugar no seio do futuro congresso.— Izabel Dillon, Circular, Capital Federal, 23 de agosto de 1890
Segundo Maurício Paiva de Lacerda, obteve "brilhante votação, ao lado de nosso saudoso colega senhor Cesar Zama; mas não foi reconhecida". Isabel explicou que logrou boa votação, mas não suficiente para se eleger, o que atribui a não ter realizado campanha no estado da Bahia. Seu nome constou nos boletins eleitorais, tendo recebido votos em pelo menos duas zonas.
Na escolha dos deputados constituintes de 1891, não havia inscrição prévia de candidatos ou partidos, cada eleitor escrevia na cédula uma lista com os nomes escolhidos. Terminada a votação, as mesas eleitorais contavam os votos e redigiam a ata de resultados. As atas eram enviadas às casas legislativas, que eram responsáveis por analisar os resultados e reconhecer os eleitos. No mesmo pleito, Maria Augusta Meira de Vasconcelos Freire igualmente lançou candidatura a deputada em Pernambuco.

## Morte de Niobe
A filha de Isabel, Niobe Elisabeth Gonçalves, morreu em 1913 quando estava grávida de quatro meses. O caso foi alvo de investigação policial por suspeitas de imperícia médica e de aborto autoinduzido por medicamentos ingeridos por Niobe. Os acontecimentos ganharam repercussão na imprensa local e ficaram conhecidos como o Caso da Rua Paraná. Niobe tinha vinte anos, era casada com o cirurgião dentista Basílio Gonçalves, com quem tinha três filhos.  Em defesa de Isabel, foi publicada uma nota sobre sua trajetória de vida no Correio da Manhã assinada anonimamente por um historiador:
Isabel de Mattos, mãe da desventurada, não é uma desconhecida, não é uma mulher vulgar, nem mesmo comum, sob o ponto de vista social.

Os seus colegas de imprensa talvez não militem mais na imprensa carioca, por isso esse desconhecimento.
Mulher superior, jornalista, republicana histórica, advogada jurada no Rio Grande do Sul, Isabel de Mattos teve a sua época de destaque na política republicana no nosso país.
Revolucionária, no tempo de Floriano, ela esteve a bordo do Aquidabã e de outros navios da esquadra revoltada. Vindo a bordo de um navio inglês para aqui disfarçada, foi presa pelos policiais secretos, e, ao lado de Seabra, José Marcellino e outros, esteve em cubículos e soube se sujeitar a todos os martírios daquela época, sustentando e mantendo sempre as suas ideias.
Perdida a partida, com a queda da revolução, abatida, doente, ela entregou-se à vida da família, vivendo só para a filha, que já é morta, e para os netinhos.
Formada em odontologia, ela estudou medicina até o 4.º ano, abandonando para se entregar às pugnas do civismo.

Não é uma mulher dessa que desce ao papel que lhe querem emprestar; ainda há quem queira dar crédito a semelhantes misérias, que só traduzem calúnias e vinganças.— Um historiador, Correio da Manhã, 14 de fevereiro de 1913

## Últimos anos

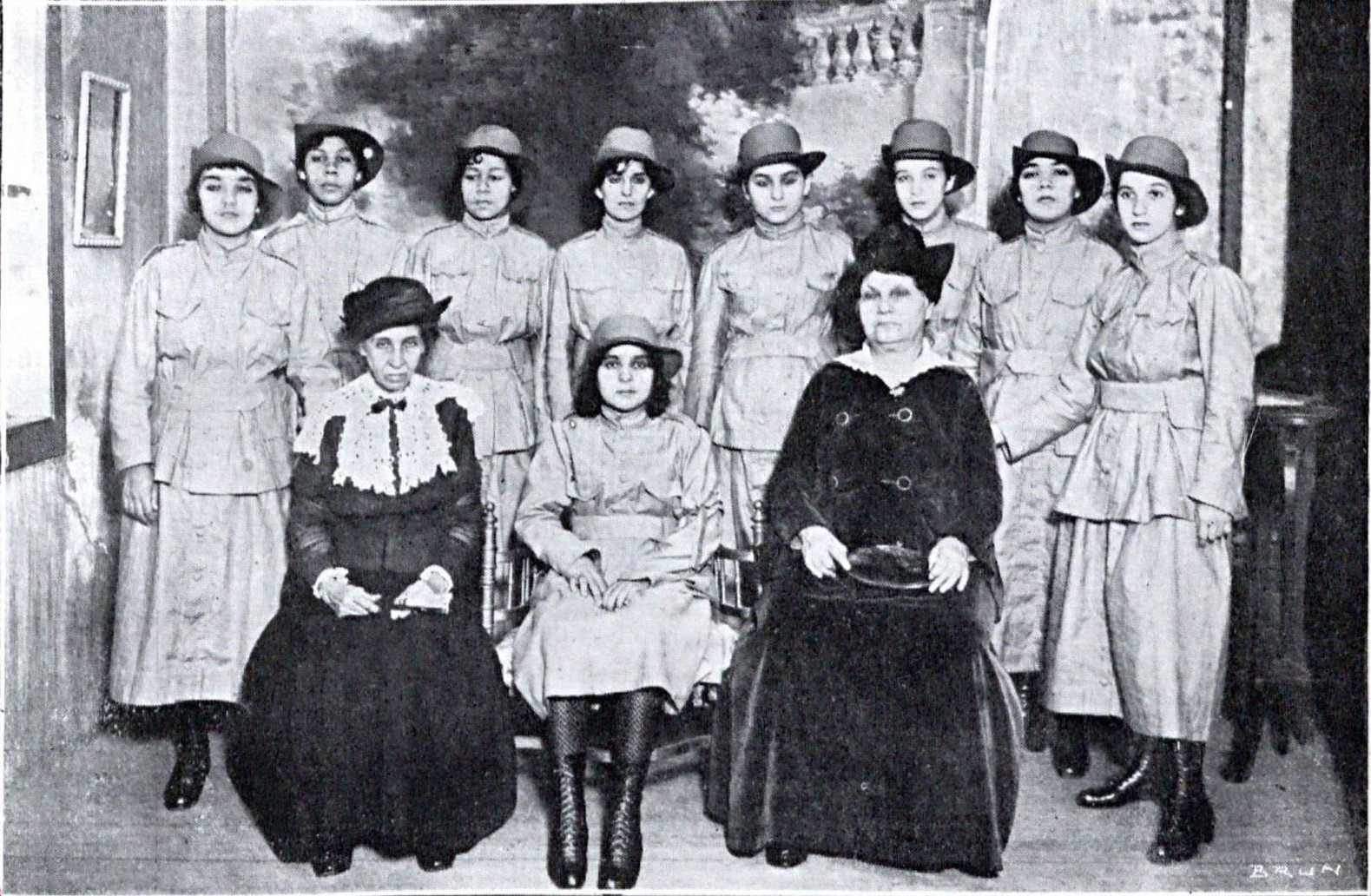
Isabel de Mattos Dillon e Leolinda Daltro sentadas entre alunas da Escola Orsina da Fonseca em 1917

Em entrevista ao jornal A Lanterna publicada em 28 de dezembro de 1916, Isabel conta que já tinha sido uma "grande agitadora", mas que ficara desmotivada com a política depois da recusa ao direito a voto e que já envelhecia "em seu canto" quando sua amiga Leolinda Daltro a "arrancou do retiro". Disse também estar com o mesmo entusiasmo de outrora e pronta para a luta. Em entrevista ao jornal A Rua publicada aos 20 de fevereiro de 1917, dia de seu aniversário, Isabel declarou:

Se pudesse, voltaria à peleja. No fundo da alma sinto que tumultuam os mesmos sentimentos. Continuo a pensar que à mulher assistem os direitos iguais aos do homem, para aplaudir o que for justo e condenar o que for mau.
— Isabel de Mattos Dillon, 20 de fevereiro de 1917
Isabel seguiu trabalhando como cirurgiã-dentista e como secretária do Partido Republicano Feminino. Morreu aos 19 de junho de 1920 na cidade do Rio de Janeiro e foi sepultada como indigente no Cemitério de Inhaúma na mesma cidade.
Em janeiro de 1937, a escritora Mariana Coelho comunicou a sua morte na imprensa:
Faleceu há pouco tempo no Brasil uma republicana histórica, a dra. Isabel de Mattos Dillon, também feminista, que exerceu no tempo da monarquia o direito de voto. Esta senhora cursava medicina — que afinal abandonou no quarto ano para seguir o curso de odontologia em que se formou em 1885. Entusiasta no sonho de emancipação do seu sexo, trabalhou por lhe conseguir a igualdade de direitos.— Mariana Coelho, janeiro de 1937
Ernesto de Mello Salles Cunha descreveu:

E nasceu assim a poetisa e a jornalista, personalidades que cultuou a vida inteira. Fez a campanha florianista com desenvoltura varonil.
E quando os movimentos em prol da Mulher eram agitados, lá se encontrava Isabel de Souza Mattos a defender direitos, a pugnar pelos interesses coletivos. As lutas encabeçadas pela professora Daltro, por exemplo, tiveram em Isabel de Souza Mattos, prosélito entusiasta.
Soube ajudar a amainar o caminho por onde pudessem caminhar, vitoriosas, as colegas da atualidade.— Ernesto de Mello Salles Cunha, 1952
João Batista Cascudo Rodrigues classificou os acontecimentos envolvendo Isabel como um "episódio quase à parte, que ocupa a cena dos direitos políticos da mulher, nos últimos três lustros do século XIX", embora conceda não haver consenso na literatura se ela, de fato, exerceu o direito a voto durante o império. Ana Alice Alcântara Costa definiu o seu requerimento de alistamento eleitoral como o fato mais significativo naquele momento em relação ao sufrágio feminino.
O parecer de Cesário Alvim contrário à petição de Isabel foi um dos elementos incentivadores do movimento feminista na luta pela inclusão das mulheres no cenário político no final do século XIX. Foi inspirada nos eventos envolvendo Isabel que Josefina Álvares de Azevedo escreveu a comédia O voto feminino encenada em abril de 1890 durante os trabalhos constituintes de 1890—91, no Teatro Recreio Dramático, um dos teatros mais populares no Rio de Janeiro daquela época. Nesta peça, Josefina ridiculariza a recusa masculina ao voto feminino. Apresentado uma única noite, a peça foi, nos meses seguintes, publicada em formato de folhetim no A Família.

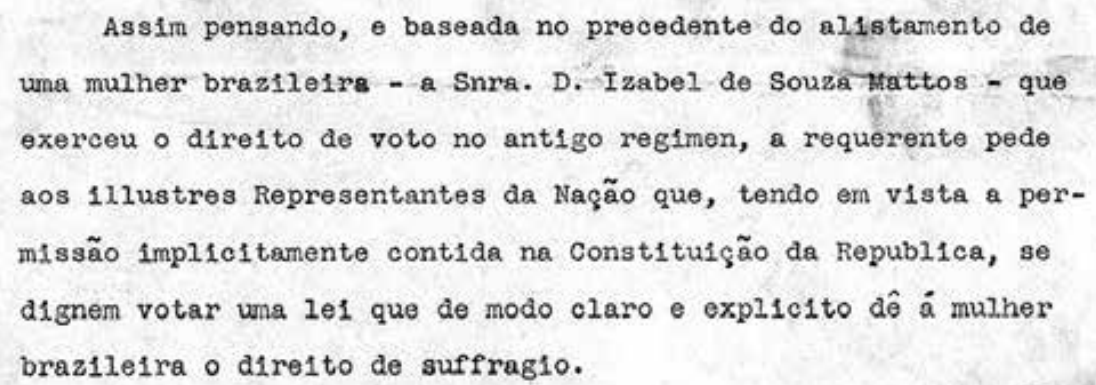
Conclusão de carta enviada ao Congresso Nacional por Leolinda Daltro em 1916

Em 1916 Leolinda Daltro enviou ao Congresso Nacional um requerimento solicitando a criação de uma lei que autorizasse o voto feminino. O texto foi lido em voz alta pelo então deputado federal Maurício Paiva de Lacerda na seção do dia 22 de dezembro de 1916. O exercício de voto de Isabel, ainda no período do Império, que, segundo Leolinda, teria sido mais liberal que a República, foi dado como precedente para justificar a demanda.
A Secretaria de Turismo do Rio Grande do Sul afirma na obra Caminhos do Turismo publicada em 1976 que São José do Norte se orgulha de ter produzido a primeira eleitora do Brasil, que teria votado em 1887 no Partido Republicano. Em apresentação turística da cidade de São José do Norte publicada no Jornal do Brasil em 1981, Ângela Caporal afirma que os habitantes da cidade cultuavam a história de Isabel, lembrando com orgulho da primeira eleitora do Brasil, que seria natural do município e teria votado nas eleições 1887.

## Produção literária
Além de ter sido colaboradora de periódicos como O Corymbo e A Família no Rio de Janeiro e A Notícia em Minas Gerais, Isabel escreveu sonetos, os tendo publicado em jornais e livros, ganhando prestígio no início do século XX. Em 1895, ela publicou um apenso intitulado No Estado de Sítio à obra Sonho no Cárcere de Atanagildo Barata Ribeiro em que relata sua prisão em novembro de 1893. 
| Paysagem À festejada literata D. Josephina de Azevedo Eu via ao longe a relva verdejante, Casinhas brancas ir além surgindo, E a natureza, como que sorrindo, Ostentava esse quadro deslumbrante. A cachoeira no echo sussurrante Já as vozes da brisa traduzindo, E ante esse painel, triste carpindo Por ti eu soluçava, ó meu amante! Caiam névoas no azulado monte !.. E o sol mergulhando no horizonte Um raio, um loiro raio despedia... Canta a cigarra no crepúsc'lo triste. E se é verdade que o amor existe, Nasce na hora que termina o dia. Izabel Dillon Côrte, 20 de dezembro de 1888 |  | Chromo (Ao Gau'chito) Habita n'uma choupana, Tendo bem perto um banhado, Onde a gaúcha raqueana Campeia o matreiro gado. Sai uma vez na semana N'um pingo bem aperado Com sua linda badana Tendo o rebenque prateado. Voltando o guasca largado No malacara montado, Salta coxilhas, e lagos E diz, falando ao campeiro, Temos aí o pampeiro, Patrício, vou p'ra meus pagos. Izabel Dillon Côrte, 20 de dezembro de 1888 |  | Convite A Basílio Gonçalves Acorda! Vem ouvir os passarinhos Modulando nos galhos do arvoredo! Em pipilante e tímido segredo, Sinfonias d'amor saem dos ninhos. Quanta frescura o ar de manhã cedo Vaporiza da nevoa aos torvelinhos! que inefável perfume nos caminhos, Abre os olhos à luz! Não tenhas medo! Desperta e vamos! Como o sol agrada! Tem pedrarias de beleza infinda, As campinas cobertas de geada. Há tantas flores pela estrada a fora, A natureza mostra-se tão linda!... Que vale a pena despertar agora! Isabel Dillon Paraíso, agosto de 1902 Isabel de Mattos Gonçalves Juiz de Fora, 29 de julho de 1906 |

## Nome, naturalidade e cronologia
A bibliografia disponível sobre Isabel é escassa, imprecisa, confusa e contraditória.. Ela tem sido descrita na literatura ora como duas sufragistas contemporâneas distintas — uma gaúcha e uma baiana — ora como uma única pessoa e, neste caso, havendo controvérsia sobre seu verdadeiro nome Isabel Dillon ou Isabel de Souza Mattos.. Mônica Karawejczyk explicou:
| “                          | Até o momento, apesar de pesquisas feitas, não foi possível verificar a versão mais correta desta história, uma vez que, contatos travados tanto com o Arquivo Público do Estado do Rio Grande do Sul (APERS) quanto com o Arquivo da cidade de São José do Norte não apontaram nenhuma documentação para comprovar esses itens e sanar essas dúvidas. Em outra tentativa para esclarecer o fato, foi feito contato com a Faculdade de Odontologia do Rio de Janeiro, a primeira e mais antiga do país (1884), o mesmo resultado foi encontrado, ou seja, não se tem como comprovar essa versão, uma vez que eles não têm mais em seu poder os livros com matrículas dos primeiros alunos – o que impossibilitou a verificação do verdadeiro nome da referida Isabel, até o momento. | ” |
| — Mônica Karawejczyk, 2013 | |   |

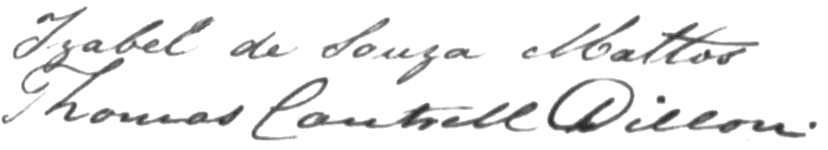
Assinaturas de Isabel e Thomaz na ocasião de seu casamento

Isabel se descreveu como natural da Bahia em sua plataforma eleitoral e em entrevistas a jornais da época, bem como consta na obra História da Odontologia no Brasil (1500-1900) de Ernesto de Melo Salles Cunha, em seu registro de casamento e de óbito. O sobrenome de Souza Mattos foi usado na Faculdade de Medicina  e em seu registro de casamento com Thomas Cantrell Dillon de 17 de fevereiro de 1885, em que consta ter 24 anos e ser viúva de Antônio José de Souza Mattos. Na certidão de casamento de Antônio José registrada em 10 de junho de 1876, consta como Maria Izabel de Sousa Bastos e nascida em Pindamonhangaba, São Paulo. . Formada em 1883, adotou o nome de seu segundo marido  e descrevia-se como Dillon desde 1884.Em apenso publicado em No Estado de Sítio à obra Sonho no Cárcere de Atanagildo Barata Ribeiro de 1895, assinou Isabel de Mattos Dillon. Em carta enviada ao congresso por Leolinda Daltro em 1916, Leolinda conta a história de Izabel de Sousa Mattos e o então deputado federal Maurício Paiva de Lacerda fez leitura em voz alta, substituindo o nome por Izabel Mattos Dillon. [sic] Em 1916, assinou uma petição do Partido Republicano Feminino como Izabel de Mattos Dilon. [sic]
| Data                             | Evento | Fonte |
| 20 de janeiro de 1861            | "Faz anos hoje a Dra. Isabel de Mattos Gonçalves, cirurgião dentista."                                                                                    | Correio da Manhã, 20 de janeiro de 1909 |
| 20 de janeiro de 1861            | "Também passa hoje a data natalícia da senhorinha Isabel de Mattos Dillon, dentista."                                                                     | A Época, 20 de janeiro de 1917. |
| 20 de janeiro de 1861            | "D. Isabel de Souza Mattos [...] o título é de 1885 [...] contava 25 annos e era solteira. Hoje é casada e mudou-se para a côrte, onde reside há um anno. | Diário de Pernambuco, 19 de setembro de 1889 |
| 20 de janeiro de 1861            | "Nascida no Estado da Bahia, consegui com pouco mais de vinte annos os gráo de cirurgiã-detista".                                                         | Isabel Mattos Dillon, A Lanterna: Jornal da Noite, 28 de dezembro de 1916                                                                                        |
| 20 de janeiro de 1861            | 24 anos em 17 de fevereiro de 1885. | Registros da Igreja Católica, 1738-1952 |
| 14 de maio de 1883               | Izabel de Souza Mattos (ou Isabel) conclui o curso de Cirurgia Dentária e Prótese pela Faculdade de Medicina do Rio de Janeiro.                           | João Batista Cascudo Rodrigues , Ernesto de Mello Salles Cunha Faculdade de Medicina, publicado em A Folha Nova e Gazeta de Notícias entre abril de maio de 1883 |
| 21 de fevereiro de 1884          | Sra. D. Isabel Mattos Dillon anuncia estar exercendo a profissão de cirurgiã dentista na cidade de Pelotas, Rio Grande do Sul.                            | Diário do Brazil |
| 2 de dezembro de 1884            | D. Isabel Dillon constitui "commissão de senhoras para promover a emancipação dos escravizados" da cidade de Rio Grande.                                  | A Federação |
| 18 de novembro de 1886           | José Vieira da Cunha, juiz municipal de Rio Grande, nega título eleitoral a Izabel Dillon.                                                                | Pacotilha — Jornal da Tarde (MA) |
| 29 de novembro de 1888           | Isabel Mattos Dillon anuncia que iria abrir seu consultório na capital do Império.                                                                        | A Verdade |
| 22 de janeiro 1889               | "Sra. Doutora Izabel de Mattos Dillon [...] virá fazer parte da redacção d'A Familia, dia em que deve chegar a esta cidade."                              | Josefina Álvares de Azevedo |
| 30 de março de 1890              | Ofício governamental excluindo as mulheres do voto. | Ministério do Interior, abril de 1890. |
| 9 de abril de 1890               | José Cesário de Faria Alvim julga improcedente o pleito de Isabel de Sousa Matos para se alistar às eleições da Assembleia Constituinte.                  | Ministério do Interior |
| 1 de janeiro de 1893             | Nascimento de sua filha, Niobe Elizabeth. | Anúncio de "18 primaveras" no Correio da Manhã em 1911. |
| Setembro de 1893 – março de 1894 | Isabel relata ter sido presa na Segunda Revolta da Armada.                                                                                                | Isabel de Mattos Dillon em A Rua, Rio de Janeiro. |
| 1902                             | Anúncio de despedida, parte para o interior no exercício da sua profissão, a cirurgiã dentista, Isabel de Mattos Dillon.                                  | Isabel de Mattos Dillon em Correio da Manhã, Rio de Janeiro. |
| 1904                             | "Isabel de Mattos Gonçalves [...] em breves dias abre seu consultório".                                                                                   | Isabel de Mattos Gonçalves em A República, Curitiba. |
| 1905                             | Emissão de alvará para abertura de gabinete odontológico a Izabel de Souza Mattos Gonçalves.                                                              | Prefeitura Municipal de Curitiba |
| 1906                             | Isabel de Mattos Gonçalves publica o soneto Convite em O Pharol, Juiz de Fora.                                                                            | O Pharol, 29 de julho de 1906, Juiz de Fora, Minas Gerais. |
| 1913                             | Morte de sua filha Niobe Elisabeth | O Século, A Noite, Correio da Noite e Correio da Manhã. |
| 19 de junho de 1920              | Morte de Isabel | Registro de óbito, Rio de Janeiro. |
| Janeiro de 1937                  | Mariana Coelho comunica morte recente de Isabel de Mattos Dillon.                                                                                         | Mariana Coelho |